# 1998年德國聯賽盃
1998年德國聯賽盃為第二屆舉行的德國聯賽盃，於1998年7月31日至8月8日進行，賽事由1997至98年德國甲組足球聯賽首五名及德國盃冠軍參加，但由於拜仁慕尼黑上季同時奪得聯賽亞軍及德國盃冠軍，因此需要另一個名額補上，基於聯賽第六至七名羅斯托克及雲達不萊梅分別應付歐洲足協盃及圖圖盃，結果由聯賽第八名杜伊斯堡取代。最後決賽拜仁慕尼黑擊敗斯图加特成功衛冕。

## 參賽球會
- 凯泽斯劳滕（德甲聯賽冠軍）
- 拜仁慕尼黑（德甲聯賽亞軍及德國盃冠軍）
- 勒沃库森（德甲聯賽季軍）
- 斯图加特（德甲聯賽殿軍）
- 沙尔克04（德甲聯賽第五名）
- 杜伊斯堡（德甲聯賽第八名）

## 賽事

### 半準決賽
| 7月31日 17:45 | 勒沃库森 | 3 : 0 | 杜伊斯堡 | 吕登席德 |
| 8月1日 19:00  | 斯图加特 | 2 : 1 | 沙尔克04 | 科布伦茨 |

### 準決賽
| 8月3日 20:30 | 勒沃库森 | 0 : 1 | 拜仁慕尼黑 | 奥厄       |
| 8月4日 20:30 | 斯图加特 | 3 : 2 | 凯泽斯劳滕 | 路德维希港 |

### 決賽
| 8月8日 | 拜仁慕尼黑 | 4 : 0 | 斯图加特 | 勒沃库森 |

## 外部連結
- （德文） 德國聯賽盃官方網站